# Milivoje Vitakić
Milivoje Vitakić (in serbo Миливоје Витакић?; Čačak, 16 maggio 1977) è un ex calciatore serbo, di ruolo difensore.

## Carriera
Debutta da professionista nel 1995 nella squadra della sua città, il Borac Čačak, dove milita per due stagioni prima di venire ingaggiato dal Čukarički Stankom di Belgrado.
All'inizio della stagione 1998-1999 passa alla Stella Rossa, dove vince due campionati della RF di Jugoslavia, un campionato di Serbia e Montenegro, tre Coppe di Jugoslavia, e una Coppa di Serbia e Montenegro.
Nell'estate del 2004 si trasferisce in Francia, al Lilla, prima di rimanere, nel 2007, senza squadra, venendo infine ingaggiato dal Grenoble.

## Palmarès
- Campionati della RF di Jugoslavia: 2

Stella Rossa: 1999-2000, 2000-2001
- Campionati di Serbia e Montenegro: 1

Stella Rossa: 2003-2004
- Coppe di Jugoslavia: 2

Stella Rossa: 1998-1999, 1999-2000
- Coppe di Serbia e Montenegro: 2

Stella Rossa: 2001-2002, 2003-2004